# Lijst van voetbalinterlands China - Denemarken (vrouwen)
Deze lijst van voetbalinterlands is een overzicht van alle officiële voetbalinterlands tussen de nationale vrouwenteams van China en Denemarken. De landen hebben tot nu toe achttien keer tegen elkaar gespeeld.

## Wedstrijden
| №  | Plaats                     | Datum             | Competitie                                    | Wedstrijd          | Uitslag            |
| -- | -------------------------- | ----------------- | --------------------------------------------- | ------------------ | ------------------ |
| 1  | Guangzhou                  | 19 november 1991  | WK 1991                                       | China − Denemarken | 2 − 2              |
| 2  | Västerås                   | 10 juni 1995      | WK 1995                                       | China − Denemarken | 3 − 1              |
| 3  | Quarteira                  | 17 maart 1996     | Algarve Cup 1996                              | China − Denemarken | 2 − 1              |
| 4  | Miami                      | 23 juli 1996      | Olympische Spelen 1996                        | Denemarken − China | 1 − 5              |
| 5  | Olhão                      | 16 maart 1999     | Algarve Cup 1999                              | China − Denemarken | 2 − 0              |
| 6  | Vila Real de Santo António | 11 maart 2001     | Algarve Cup 2001                              | Denemarken − China | 2 − 1              |
| 7  | Olhão                      | 5 maart 2002      | Algarve Cup 2002                              | Denemarken − China | 0 − 1              |
| 8  | Albufeira                  | 18 maart 2003     | Algarve Cup 2003                              | China − Denemarken | 2 − 1              |
| 9  | Yiwu                       | 4 februari 2005   | Vriendschappelijk                             | China − Denemarken | 0 − 0              |
| 10 | Yiwu                       | 7 februari 2005   | Vriendschappelijk                             | China − Denemarken | 1 − 1              |
| 11 | Lagos                      | 13 maart 2006     | Algarve Cup 2006                              | Denemarken − China | 0 − 6              |
| 12 | Wuhan                      | 12 september 2007 | WK 2007                                       | China − Denemarken | 3 − 2              |
| 13 | Lagos                      | 26 februari 2010  | Algarve Cup 2010                              | Denemarken − China | 0 − 2              |
| 14 | Ferreiras                  | 2 maart 2011      | Algarve Cup 2011                              | China − Denemarken | 0 − 1              |
| 15 | Albufeira                  | 12 maart 2014     | Algarve Cup 2014                              | China − Denemarken | 1 − 1 (n.p. 5 - 4) |
| 16 | Yongchuan                  | 24 oktober 2016   | Four Nations Women's Football Tournament 2016 | China − Denemarken | 1 − 0              |
| 17 | Vila Real de Santo António | 4 maart 2019      | Algarve Cup 2019                              | Denemarken − China | 1 − 0              |
| 18 | Perth                      | 22 juli 2023      | WK 2023                                       | Denemarken − China | 1 − 0              |

## Samenvatting
| Competitie                               | Totaal gespeeld | Winst China | Gelijk | Winst Denemarken | Doelsaldo China – Denemarken |
| ---------------------------------------- | --------------- | ----------- | ------ | ---------------- | ---------------------------- |
| WK-eindronde                             | 4               | 2           | 1      | 1                | 8 − 6                        |
| Olympische Spelen                        | 1               | 1           | 0      | 0                | 5 − 1                        |
| Algarve Cup                              | 10              | 6           | 1      | 3                | 17 − 7                       |
| Four Nations Women's Football Tournament | 1               | 1           | 0      | 0                | 1 − 0                        |
| Vriendschappelijk                        | 2               | 0           | 2      | 0                | 1 − 1                        |
| Totaal                                   | 18              | 10          | 4      | 4                | 32 − 15                      |

CFA · A-internationals · Chinees mannenelftal
1986 – 1989 · 1991 – 1999 · 2000 – 2009 · 2010 – 2019 · 2020 – 2029
Argentinië ·
Australië ·
Brazilië ·
Canada ·
Chili ·
Colombia ·
Costa Rica ·
Denemarken ·
Duitsland ·
Engeland ·
Filipijnen ·
Finland ·
Frankrijk ·
Ghana ·
Guam ·
Guatemala ·
Haïti ·
Hongarije ·
Hongkong ·
Ierland ·
IJsland ·
India ·
Indonesië ·
Iran ·
Italië ·
Ivoorkust ·
Japan ·
Joegoslavië ·
Jordanië ·
Kameroen ·
Kazachstan ·
Kroatië ·
Maleisië ·
Mexico ·
Mongolië ·
Myanmar ·
Nederland ·
Nieuw-Zeeland ·
Nigeria ·
Noord-Korea ·
Noorwegen ·
Oekraïne ·
Oezbekistan ·
Portugal ·
Roemenië ·
Rusland ·
Schotland ·
Sovjet-Unie ·
Spanje ·
Tadzjikistan ·
Taiwan ·
Thailand ·
Tsjechië ·
Verenigde Staten ·
Vietnam ·
Wales ·
Zambia ·
Zimbabwe ·
Zuid-Afrika ·
Zuid-Korea ·
Zweden ·
Zwitserland